# システムアドミニストレータ
システムアドミニストレータ（英語：systems administrator）は情報システム・コンピュータシステムの管理者である。システムアドミニストレータを略してシスアド、またはシステム管理者、とも呼ばれる。

## 概要
システムアドミニストレータはシステム（情報システムやコンピュータシステム）の利用者側に位置し、企業内において自社が使用するシステムの運用を責務とする。システム運用はエンドユーザー（一般社員等）が利用するパソコンの管理やトラブル対応などを含む。システムの停止は事業の停止につながる可能性があることから、システムアドミニストレータが負う責任は大きい。
システムアドミニストレータは管理対象のシステムそのもの（情報システムの構成要素、オフィスレイアウト等のファシリティ）、システムの権利（例: ソフトウェア著作権）等の知識が求められる。

## 資格
情報処理技術者試験として、初級システムアドミニストレータ試験（2009年4月に終了）と上級システムアドミニストレータ試験（2008年10月に終了）があったが、これらは情報システムのエンドユーザを対象者像としたものであり、システム管理者向けの試験ではなかった。

現在、初級システムアドミニストレータ試験の出題範囲の一部はITパスポート試験および基本情報技術者試験に、上級システムアドミニストレータ試験の出題範囲の一部はITストラテジスト試験（旧・システムアナリスト試験）に吸収されている。
民間が実施しているシステムアドミニストレータ試験は、サーティファイが実施しているシスアド技術者能力認定試験があったが、現在は実施されていない。